# ATP Challenger San Miguel de Tucumán
Das ATP Challenger San Miguel de Tucumán (offizieller Name: AAT Challenger Santander Edición Tucumán) ist ein Tennisturnier in San Miguel de Tucumán, Argentinien, das seit 2024 ausgetragen wird. Es ist Teil der ATP Challenger Tour und wird im Freien auf Sand ausgetragen.

## Liste der Sieger

### Einzel
| Jahr | Sieger           | Finalgegner                | Ergebnis  |
| ---- | ---------------- | -------------------------- | --------- |
| 2025 | Alex Barrena     | Santiago Rodríguez Taverna | 7:5, 6:2  |
| 2024 | Andrea Collarini | Hernán Casanova            | 6:4, 7:63 |

### Doppel
| Jahr | Sieger                                    | Finalgegner                            | Ergebnis         |
| ---- | ----------------------------------------- | -------------------------------------- | ---------------- |
| 2025 | Conner Huertas del Pino Federico Zeballos | Luciano Emanuel Ambrogi Máximo Zeitune | 1:6, 6:2, [10:8] |
| 2024 | Luís Britto Gonzalo Villanueva            | Patrick Harper David Stevenson         | 6:3, 6:2         |